# Kiełdynek
Kiełdynek (Kiełdzinek) – niewielkie jezioro w województwie warmińsko-mazurskim, w powiecie olsztyńskim, w gminie Barczewo, w dorzeczu Pisy-Wadąga-Łyny.
Kiełdynek ma powierzchnię 9 ha. Długość zbiornika wynosi 425 m, szerokość natomiast 225 m. Głębokość średnia jeziora to 2,1 m, a maksymalna 4 m. Linia brzegowa ma długość 1,1 km. Na przeważającej długości brzegi są niskie, natomiast od wschodu nieznacznie wzniesione. Okolicę jeziora stanowią łąki, pola i zabudowania. Kiełdynek leży w odległości kilku kilometrów w kierunku południowo-wschodnim od Barczewa. Od strony zachodniej w pobliżu zbiornika znajduje się wieś Kierźliny. W kierunku południowo-zachodnim od Kiełdynka położone jest jezioro Kierzlińskie, natomiast w stronę północno-wschodnią jezioro Pisz.
Kiełdynek to jezioro o typie linowo-szczupakowym, wśród ryb w zbiorniku obecny jest szczupak, lin i karaś.